# Punto de estancamiento

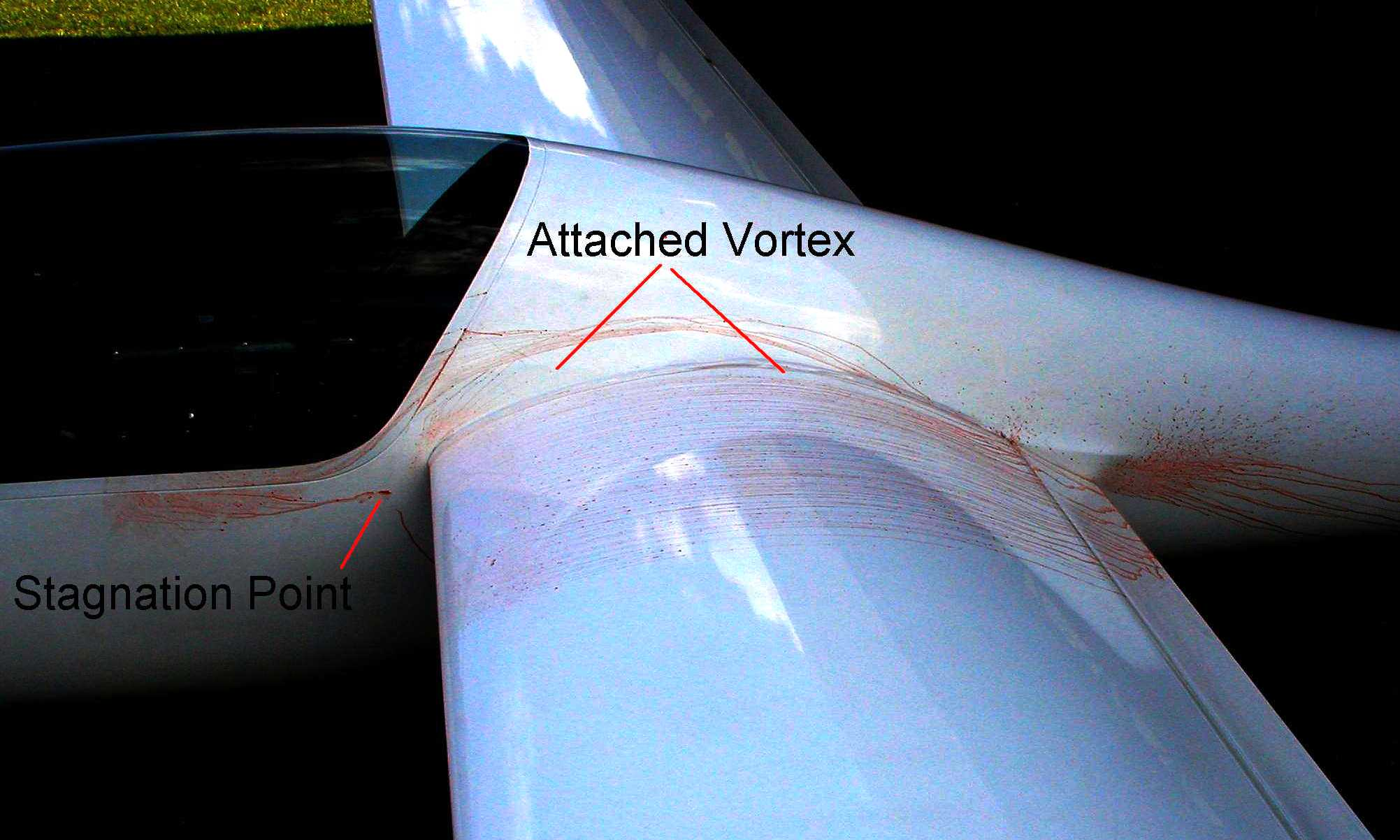
Fotografía que muestra el punto de estancamiento y el vórtice adosado en una unión entre la raíz del ala y el fuselaje de un Schempp-Hirth Janus. C Planeador.

En dinámica de fluidos, un punto de estancamiento es un punto en un campo de flujo donde la velocidad local del fluido es cero.: § 3.2  Un ejemplo abundante, aunque sorprendente, de este tipo de puntos parece aparecer en todos los casos de la dinámica de fluidos, salvo en los más extremos, en forma de la "condición de no deslizamiento"; la suposición de que cualquier porción de un campo de flujo que se extiende a lo largo de alguna frontera no consiste más que en puntos de estancamiento (la cuestión de si esta suposición refleja la realidad o es simplemente una conveniencia matemática ha sido un tema continuo de debate desde que se estableció el principio). La ecuación de Bernoulli muestra que la presión estática es mayor cuando la velocidad es cero y, por tanto, la presión estática tiene su valor máximo en los puntos de estancamiento: en este caso la presión estática es igual a la presión de estancamiento.{rp|§ 3.5}}
La ecuación de Bernoulli aplicable al flujo incompresible muestra que la presión de estancamiento es igual a la presión dinámica más la presión estática.  La presión total también es igual a la presión dinámica más la presión estática por lo que, en flujos incompresibles, la presión de estancamiento es igual a la presión total.: § 3.5    (En flujos comprensibles, la presión de estancamiento es también igual a la presión total siempre que el fluido que entra en el punto de estancamiento sea llevado al reposo isentrópico.): § 3.12 

## Coeficiente de presión
Se puede demostrar que el coeficiente de presión {\displaystyle C_{p}} en un punto de estancamiento es la unidad positiva como sigue:: § 3.6 
{\displaystyle C_{p}={p-p_{\infty } \over q_{\infty }}}
donde:
{\displaystyle C_{p}} es el coeficiente de presión
{\displaystyle p} es la presión estática en el punto en el que se evalúa el coeficiente de presión
{\displaystyle p_{\infty }} es la presión estática en los puntos alejados del cuerpo (presión estática del flujo libre )
{\displaystyle q_{\infty }} es la presión dinámica en los puntos alejados del cuerpo (presión dinámica de la corriente libre)
La presión de estancamiento menos la presión estática de la corriente libre es igual a la presión dinámica de la corriente libre; por lo tanto, el coeficiente de presión {\displaystyle C_{p}} en los puntos de estancamiento es +1.: § 3.6 

## Condición de Kutta
En un cuerpo aerodinámico totalmente inmerso en un flujo potencial, hay dos puntos de estancamiento—uno cerca del borde de ataque y otro cerca del borde de salida. En un cuerpo con un punto agudo, como el borde de salida de un  ala, la condición de Kutta especifica que un punto de estancamiento se encuentra en ese punto. Las líneas de corriente en un punto de estancamiento son perpendiculares a la superficie del cuerpo.